# Betania, Chilón
Betania är en ort i Mexiko.   Den ligger i kommunen Chilón och delstaten Chiapas, i den sydöstra delen av landet, 800 km öster om huvudstaden Mexico City. Betania ligger 1 419 meter över havet och antalet invånare är 139.
Terrängen runt Betania är huvudsakligen kuperad. Betania ligger uppe på en höjd. Runt Betania är det glesbefolkat, med 16 invånare per kvadratkilometer. Närmaste större samhälle är Yajalón, 17,3 km nordväst om Betania. I omgivningarna runt Betania växer i huvudsak städsegrön lövskog.